# Бичвуд-авеню
Бичвуд-авеню, англ. Beechwood Avenue (Оттавская дорога № 44, Ottawa Road #44) — крупная улица в восточной части г. Оттава. Идёт с запада на восток по району Новый Эдинбург и затем по северной части района Ванье.
Начинается от моста Св. Патрика у реки Ридо, который является продолжением улицы Сент-Патрик, идущей от моста Александры через Лоуэртаун. Некоторое время улица проходит вдоль кладбища Бичвуд, где переходит в Хемлок-роуд, идущую на восток до территории учебного аэродрома Роклифф.
Западная часть улицы представляет собой коммерческие кварталы с большим количеством разнообразных магазинов, а ближе к кладбищу переходит в жилые районы.